# Beloglottis costaricensis
Beloglottis costaricensis är en orkidéart som först beskrevs av Heinrich Gustav Reichenbach, och fick sitt nu gällande namn av Rudolf Schlechter. Beloglottis costaricensis ingår i släktet Beloglottis och familjen orkidéer. Inga underarter finns listade i Catalogue of Life.

## Bildgalleri

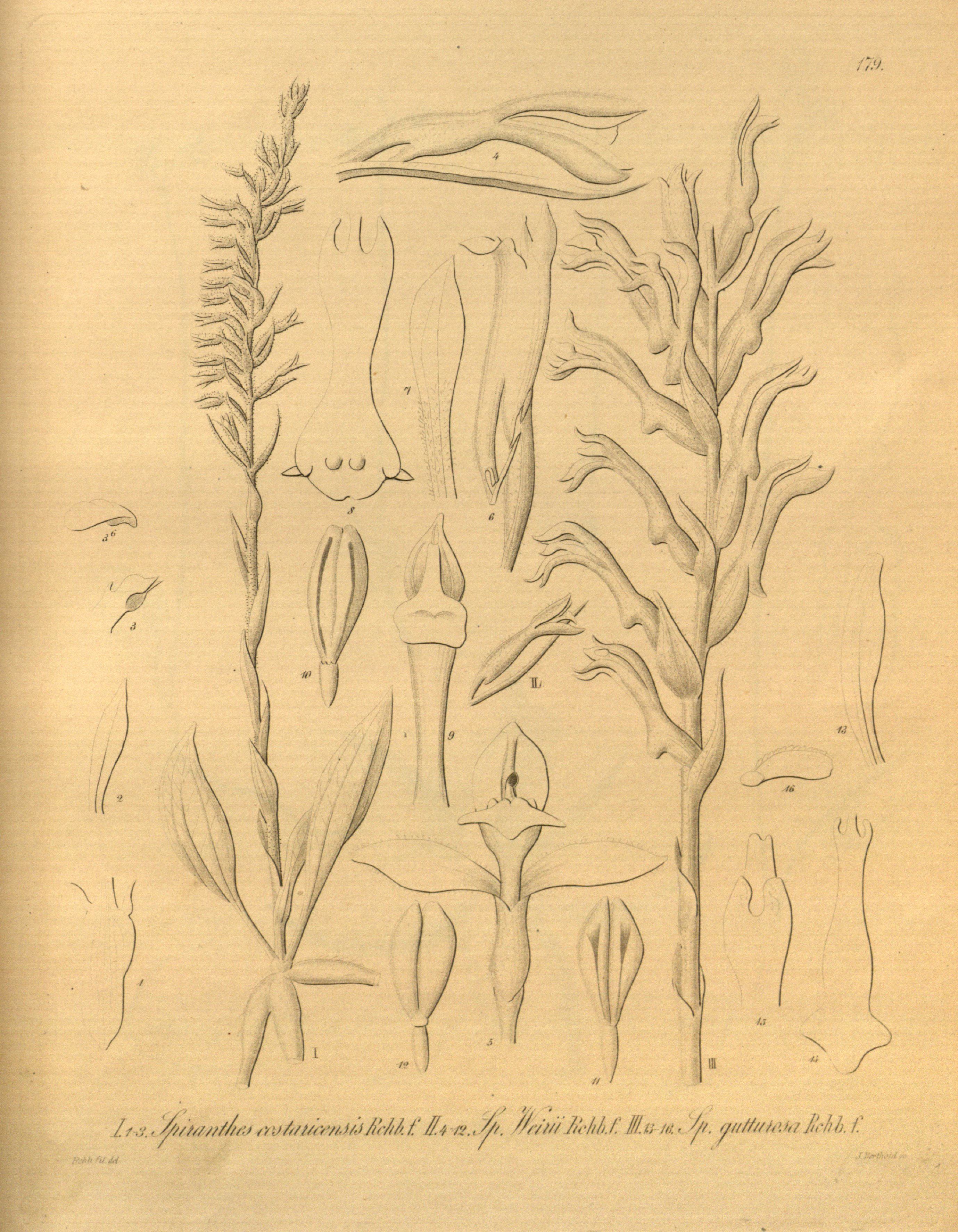